# Mohammed bin Abdul Rahman Al Saud
Prinz Mohammed bin Abdul Rahman bin Abdulaziz Al Saud (arabisch محمد بن عبد الرحمن بن عبد العزيز آل سعود, DMG Muḥammad b. ʿAbd ar-Raḥmān b. ʿAbd al-ʿAzīz Āl Saʿūd) ist ein saudi-arabischer Politiker und Mitglied der Saudi-Dynastie. Er ist Vizegouverneur der Provinz Riad.

## Leben
Mohammed bin Abdul Rahman wurde als Sohn des 2017 gestorbenen Prinzen Abdul Rahman, der stellvertretender Verteidigungsminister Saudi-Arabiens war, geboren. Sein Großvater ist der Staatsgründer und erste König Saudi-Arabiens, Ibn Saud. Sein gleichnamiger Cousin ist Mohammed bin Salman. Im Mai 2016 wurde Mohammed bin Abdul Rahman zum Berater am saudischen Königshof ernannt. Im April 2017 folgte seine Ernennung zum Vizegouverneur der Provinz Riad.

## Familie
Al Saud ist seit 2012 mit al-Anud bint Faisal bin Bandar bin Khalid, einer Urenkelin von König Khalid, verheiratet.